# Добромильський заказник
Добро́мильський зака́зник — лісовий заказник місцевого значення в Україні. Розташований у межах Самбірського району Львівської області, між містом Добромиль і селом Губичі. 
Площа — 90 га. Статус присвоєно згідно з рішенням Львівської облради від 22.09.2010 року № 1329. Перебуває у віданні Старосамбірського ДЛГ (Добромильське л-во, кв. 5). 
Статус присвоєно з метою збереження лісового масиву з мальовничими ландшафтами в передгір'ї Українських Карпат. У деревостані переважають бук і ялиця. Серед букових насаджень трапляються рідкісні види рослин: лілія лісова, плаун баранець, лунарія оживаюча та гриб герицій коралоподібний — види, занесені до Червоної книги України. Вологі місця сприятливі для розмноження і життя саламандри.